# Idioma amonita
El amonita fue un antiguo dialecto hebraico utilizado por los amonitas. Se ubicaban al norte de la actual Jordania (cuya capital, Amán, ha tomado de ellos su nombre).

## Aspectos históricos, sociales y culturales
Del idioma amonita sobreviven solo algunos fragmentos. Destaca sobre todo la inscripción de la ciudadela de Amán, del siglo XI a. C., la botella de bronce de Tell Siran (siglo VII-VI. a. C.) y unos pocos óstraca.

## Descripción lingüística
Hasta donde puede determinarse en función del reducido corpus hallado, el amonita era extremadamente similar al hebreo bíblico, con ciertas posibles influencias arameas. Estas incluirían el uso del verbo ʿbd (עבד) en lugar del más común ʿśh (עשה). La única diferencia notable con el hebreo bíblico es la retención esporádica de la marca -t de femenino singular (p. ej. ʾšħt, «cisterna» pero ʿlyh «elevada»).
De acuerdo con Glottolog no era un idioma diferenciado del hebreo.